# Ђало филм
Ђало (итал. Giallo) јесте италијански термин за филм који меша жанрове хорора и мистерије. Реч ђало на италијанском значи жуто. Термин води порекло од серије јефтиних криминалистичких новела меког повеза, које су имале жуте корице и биле су популарне у Италији још од 1920-их.
Три редитеља која су дала највећи допринос ђало поджанру су Дарио Арђенто, Марио Бава и Лучо Фулчи. Бавин филм Девојка која је знала превише (1963) критичари сматрају првим ђало филмом. Највећу популарност ови филмови стекли су током 1960-их и 1970-их. Велики број објављен је и током 1980-их, док се након тога могу приметити само трагови ђалоа у појединим савременим филмовима.
Сматра се да је популарност ђалоа у Америци довела до настанка слешер филмова, због чега многи критичари сматрају да је ђало само посебна врста и зачетник слешера. Осим слешера, ђало остварења у себи често садрже елементе криминалистичких, психолошких и експлоатационих филмова.

## Списак познатих ђало филмова
| Година | Наслов филма                    | Оригинални наслов | Режисер                |
| ------ | ------------------------------- | ----------------- | ---------------------- |
| 1963.  | Девојка која је знала превише   |                   | Марио Бава             |
| 1964.  | Крв и црна чипка                |                   | Марио Бава             |
| 1966.  | Треће око                       |                   | Мино Гверини           |
| 1968.  | Слатко Деборино тело            |                   | Ромоло Гверијери       |
| 1968.  | Мирно место на селу             |                   | Елио Петри             |
| 1969.  | Једна на другој                 |                   | Лучо Фулчи             |
| 1969.  | Кућа која је вриштала           |                   | Нарцисо Ибањез Серадор |
| 1970.  | Птица са кристалним перјем      |                   | Дарио Арђенто          |
| 1970.  | Црвени знак лудила              |                   | Марио Бава             |
| 1970.  | Пет лутака за августовски месец |                   | Марио Бава             |
| 1971.  | Гуштер у кожи жене              |                   | Лучо Фулчи             |
| 1971.  | Мачка са девет репова           |                   | Дарио Арђенто          |
| 1971.  | Четири муве на сивом сомоту     |                   | Дарио Арђенто          |
| 1971.  | Крвави залив                    |                   | Марио Бава             |
| 1972.  | Не мучи малу гуску              |                   | Лучо Фулчи             |
| 1972.  | Шта сте урадили са Соланж       |                   | Масимо Даламано        |
| 1973.  | Не окрећи се                    |                   | Николас Роуг           |
| 1975.  | Тамно црвено                    |                   | Дарио Арђенто          |
| 1978.  | Савршен злочин                  |                   | Ђузепе Розати          |
| 1979.  | Наполитански кримић             |                   | Серђо Корбучи          |
| 1982.  | Безумље                         |                   | Дарио Арђенто          |
| 1982.  | Њујоркшки трбосек               |                   | Лучо Фулчи             |
| 1985.  | Феномен                         |                   | Дарио Арђенто          |
| 1987.  | Позорница страха                |                   | Мајкл Соави            |
| 1988.  | Опера                           |                   | Дарио Арђенто          |
| 1992.  | Траума                          |                   | Дарио Арђенто          |
| 1996.  | Стендалов синдром               |                   | Дарио Арђенто          |
| 1997.  | Воштана маска                   |                   | Серђо Стивалети        |
| 2001.  | Бесани                          |                   | Дарио Арђенто          |
| 2009.  | Ђало                            |                   | Дарио Арђенто          |
| 2022.  | Иза тамних наочара              |                   | Дарио Арђенто          |